# COGAG

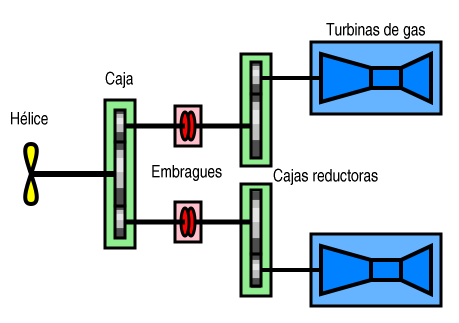
Esquema de un sistema de propulsión COGAG.

COGAG (COmbined Gas And Gas - combinado gas y gas) es un tipo de sistema de propulsión naval para naves que utilizan dobles turbinas de gas vinculadas a un único árbol de hélice. Un sistema de transmisión y embragues permite que cualquiera de ellas, o ambas simultáneamente, impulsen el árbol.
Usar dos turbinas de gas presenta la ventaja de disponer de dos configuraciones de potencia distintas. La eficiencia de combustible de las turbinas de gas es mejor cerca de su máximo nivel de potencia, por lo que una turbina pequeña operando a máxima capacidad es más eficiente que una de doble potencia operando a la mitad de velocidad. Esto permite un tránsito más económico a velocidades de crucero.
En comparación con los sistemas CODAG (combinado diésel y gas) o CODOG (combinado diésel o gas), los sistemas COGAG ocupan menos espacio, pero son menos eficientes a velocidad de crucero, y algo menos eficientes que los CODAG para ráfagas de alta velocidad.
Sistemas COGAG equipan a los portaaviones de la clase Invincible de la Royal Navy.
Este artículo contiene material adaptado de su similar en en:Wikipedia en inglés.
- Datos: Q1023982